# Río Zhuoshui

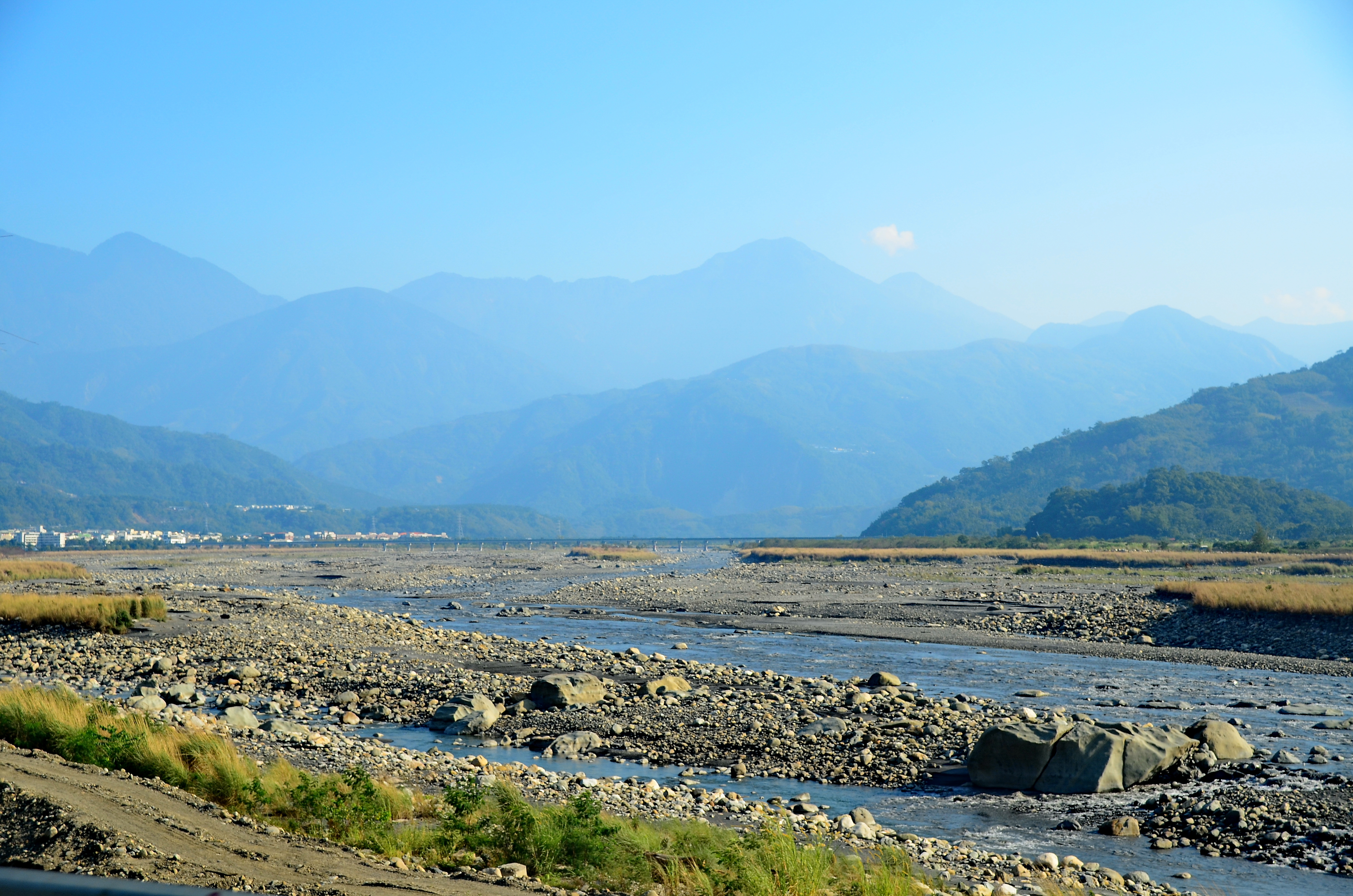
Río Zhuoshui, en Shueili, condado de Nantou.

El río Zhuoshui, también escrito Choshui (en chino: 濁水溪; pinyin: Zhuóshuǐ Xī; tongyong pinyin: Jhuóshuěi Si; Wade–Giles: Cho2-shui3 Hsi1; Peh-oe-ji: Lô-chúi-khoe) es el río más largo de Taiwán.
Nace en la montaña He-Huan, en el condado de Nantou, y fluye desde su nacimiento hasta la frontera occidental del condado, posteriormente forma el límite entre el condado de Yunlin y el de Changhua; después de pasar por Chiayi y Yunlin, desemboca en el estrecho de Taiwán después de haber recorrido 186 km.
El río sirve como frontera no oficial entre el norte y el sur de Taiwán. Tiene un embalse en su parte superior por las presas de Wushoh y Wujie y corriente abajo por el dique de Chichi.
Este río ha desempeñado un importante papel en la agricultura del país, al haber aportado ricos sedimentos por su delta, además de servir como fuente de irrigación.